# Gran Premi Kralovehradeckeho kraje
El Gran Premi Kralovehradeckeho kraje (lit: Gran Premi de la Regió de Hradec Králové) és una cursa ciclista que es disputa a la República Txeca. La cursa es creà el 2012 ja formant part de l'UCI Europa Tour.

## Palmarès
| Any  | Vencedor       | Segon            | Tercer         |
| ---- | -------------- | ---------------- | -------------- |
| 2012 | Martin Hačecký | Vitali Popkov    | Enrico Franzoi |
| 2013 | Petr Vakoč     | Josef Hošek      | Luka Pibernik  |
| 2014 | Paweł Cieślik  | Markus Hoelgaard | Jan Hirt       |